# 東引島燈塔
東引島燈塔，又名東湧燈塔，是一座位於馬祖列嶼東引鄉東引島極東端的十八世紀英國式建築風格燈塔，落成於1904年。1958年至1989年之間因軍事理由暫停使用，於1989年恢復運作。當地民眾稱其為東引別墅，是東引島上著名的地標。1988年，該燈塔被指定為三級古蹟，並於2016年升格為國定古蹟。

## 歷史
19世紀末，清廷在備受列強文化、政治、經濟的壓迫下，產生了特定商埠的構想。光緒24年吳淞首先開埠，三都澳次年接著開放通商帶動外商投入，航運業蓬勃發展，1901年4月24日凌晨，在格里諾克港（Greenock）註冊建造的英國雙鍋爐鋼鐵船蘇布倫號（SS Sobraon）航經東引島附近海域時，因觸礁沉沒，英方緊急動員上海另一商船和一艘法國軍艦救援，雖全船乘客和船員安然無恙，但總體損失慘重，促成東湧燈塔的興建。
東湧燈塔完工於光緒30年（1904年），同年5月18日落成啟用。是由海關總稅務司赫德於晚年所監造的燈塔之一，由總營造司哈爾定（John Reginald Harding）負責建造，同時也是中國沿海第一座採用白熾紗罩燈頭的燈塔，整體結構由紅磚砌造，共以塔身、塔燈及塔頂三部分組成。
民國55年（1966年）9月因艾麗絲颱風過境，燈塔嚴重損壞，透明玻璃罩及折光鏡機中央透鏡損毀，無法繼續發光，後因軍事需要而停燈，直到民國77年（1988年）燈塔增設霧號兩組，隔年6月復燈河展開房舍及環境重新整修工程，而成今日外觀。

## 燈塔結構與行政諸元

### 燈塔結構諸元
- 塔高：14.2公尺、徑5.64公尺。
- 塔身塗色・構造：圓形紅磚塔、外觀漆白，頂層外有環繞陽台，扇形地基由花崗石板鋪成。[1]
- 燈高：97.8公尺以高潮面至燈火中心計。
- 燈器：。
- 燈質（頻率）：每15秒白聯閃光3次。
  - 白聯閃光(3)，15秒。
  - 明0.5秒，暗1.0秒。
  - 明0.5秒，暗1.0秒。
  - 明0.5秒，暗11.5秒。
- 光力： 。
- 公稱光程：11.3浬。
- 明弧：270度─060度。
- 霧笛：電霧號1組。以取代霧礮做為助航用途（霧天或能見度不良時使用）。
  - 燈塔周邊設有霧礮兩具

### 燈塔行政諸元
- 管轄機關：燈塔原為中華民國財政部關務署管理，已於2013年1月1日轉交由中華民國交通部航港局管轄。
- 人員編制：有看守人。
- 開放參觀與否：可。上午九時至下午六時（夏令時間4月1日至10月31日），上午九時至下午五時（冬令時間11月1日至3月31日），每逢星期一內部整理不開放。
- 電話：0836-77037。

## 特色
自清朝起，燈塔由海關設置管理，當時此燈塔為閩海關管理，現今仍有一塊石碑刻有「閩海關 東湧鐙塔」。

## 外部連結
- 交通部航港局-燈塔專區-東引島燈塔 （页面存档备份，存于）
- 東湧燈塔 - 馬祖國家風景區全球資訊網 （页面存档备份，存于）
- 文化部文化資產局-東湧燈塔 （页面存档备份，存于）
- 文化部文化資產局-東湧燈塔 （页面存档备份，存于）